# トレ・チーメ・ディ・ラヴァレード
トレ・チーメ・ディ・ラヴァレード(Tre Cime di Lavaredo)は、イタリアのドロミーティにある標高2999 mの岩山群である。短縮してトレ・チーメ（「三つの峰」の意）とも呼ばれ、3 Cimeとも表記される。ドイツ語ではドライ・チンネン(Drei Zinnen)と呼ばれる。イタリア共和国のヴェネト州とトレンティーノ＝アルト・アディジェ州の境に位置する。トレ・チーメ自然公園（Parco naturale Tre Cime）の中核を成す。

## 地理
3つのピークは東から、
1. チーマ・ピッコラ (Cima Piccola 「小さい峰」の意) 2857 m
2. チーマ・グランデ (Cima Grande 「大きい峰」の意) 2999 m
3. チーマ・オーヴェスト (Cima Ovest 「西の峰」の意) 2973 m

と呼ばれる。ドイツ語では、それぞれ、クライネ・チンネ(Kleine Zinne)、グローセ・チンネ(Große Zinne)、ヴェストリッヒェ・チンネ(Westliche Zinne)である。
トレ・チーメは、コルティーナ・ダンペッツォ(Cortina d'Ampezzo)の約15km北東、西に向かって流れるリエンツァ川(Rienza)水源の南にある。リエンツァの谷は南北約2km幅、谷の北にはサッソ・ディ・セスト(Sasso di Sesto)、東にモンテ・パテルノ(Monte Paterno, 2744 m)がある。

## 歴史

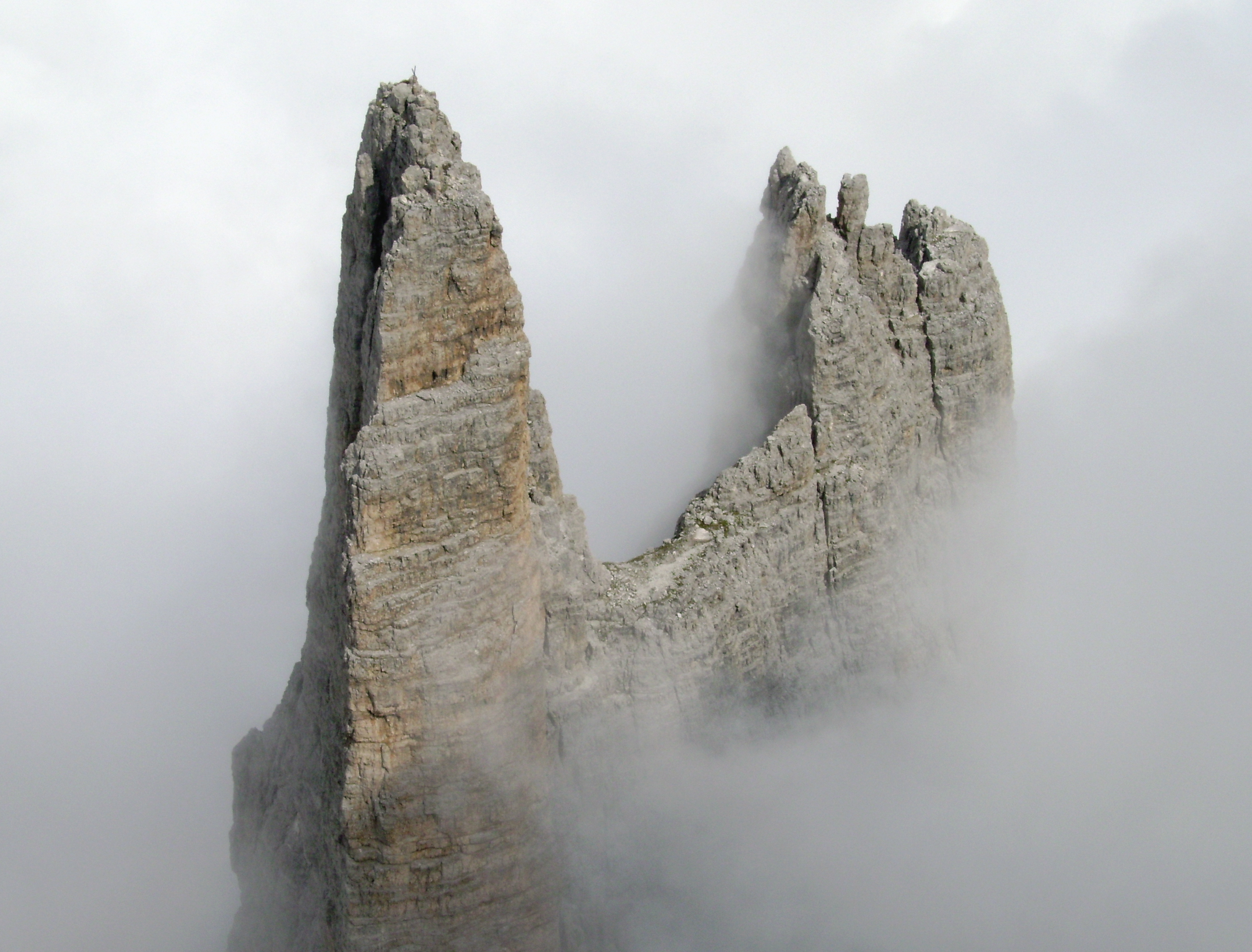
シーマ・グランデから見たシーマ・ピッコラ

1869年にPaul Grohmann、Franz Innerkofler、Peter Salcherがチーマ・グランデ、1879年にMichael InnerkoflerとG. Plonerがチーマ・オーヴェストに初登頂した。チーマ・ピッコラを登るのは難しく、1879年に隣接するチーマ・グランデ登攀中にMichael InnerkoflerがEmil Zsigmondyに「羽がなければ登れない」と言ったほどだった。しかし、2年後の1881年にM. Innerkoflerは頂上へのルートを発見、1884年にZsigmondyがチーマ・ピッコラの頂上に初めて立った。
第一次大戦中、トレ・チーメでのイタリア王国とオーストリア＝ハンガリー帝国の直接的な衝突は無かったが、見晴らしの良さは戦略的に重要だった。1915年7月、イタリア軍はシーマ・グランデ頂上にサーチライトを運び、8月14日夜から高原のオーストリア軍を照らすのに使用した。